# 小行星7841
小行星7841（英語：7841）是一颗围绕太阳公转的小行星。1994年10月31日，清水義定、浦田武在那智胜浦町发现了此天体。
这颗小行星的绝对星等为149.2654736185874等。